# Lenny Kravitz

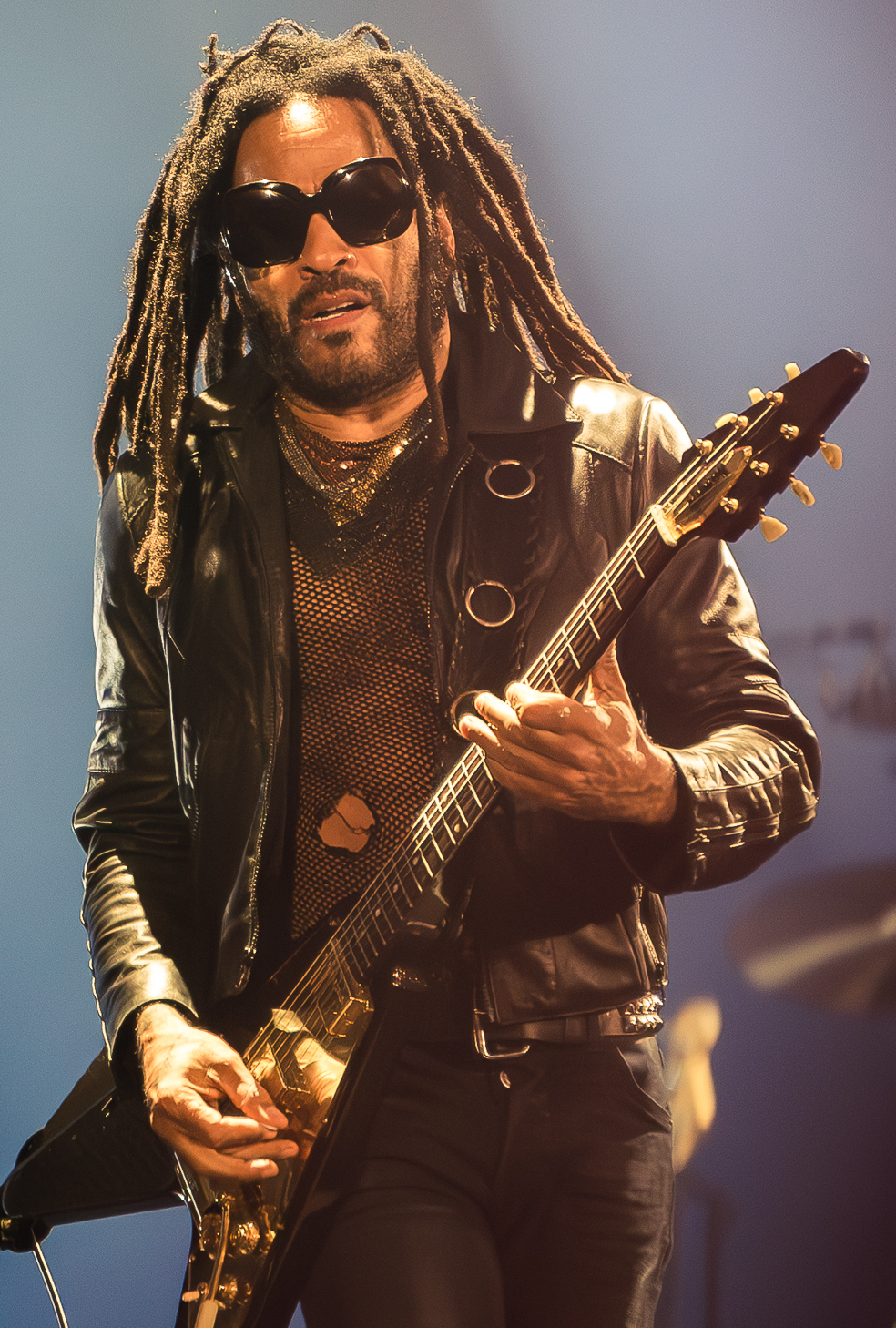
Lenny Kravitz (Untold Festival, 2024)

Leonard Albert „Lenny“ Kravitz (* 26. Mai 1964 in Brooklyn, New York City) ist ein US-amerikanischer Rocksänger, Musiker, Songwriter, Musikproduzent und Schauspieler.

## Leben
Kravitz ist der Sohn des ukrainisch-jüdischen Fernsehproduzenten Seymour Kravitz und der bahamesisch-afroamerikanischen Schauspielerin Roxie Roker.
Er heiratete 1987 die Schauspielerin Lisa Bonet, mit der er die Tochter Zoë Kravitz (* 1988) bekam. Bonet ließ sich 1993 von Kravitz scheiden. Zoë lebte ab circa 1998 bei ihm in New York und Miami. Kravitz wohnt seit Anfang 2006 in Paris, in einem Haus im 16. Arrondissement, das im Musikvideo TK421 ausführlich gezeigt wird. Er ist Veganer.
Obwohl Kravitz bekannt dafür ist, seine Studioalben weitgehend im Alleingang zu komponieren und einzuspielen, ist Gitarrist Craig Ross und Josephine de Santana davon die Ausnahme. Seit 1991 ist er bei jeder Studioaufnahme von Kravitz dabei gewesen und wird auch bei einigen Titeln als Mitkomponist genannt, wie beim Stück Are You Gonna Go My Way, bei dem er auch sämtliche Gitarrenspuren einspielte.

## Karriere
Schon früh entstand bei Kravitz, der bereits durch sein Elternhaus mit Musik in Berührung kam (sein Vater war Promoter für Jazzkonzerte), der Wunsch, später selbst Musiker zu werden. Kravitz wuchs, bis er etwa zehn Jahre alt war, mit Musikeinflüssen wie Jazz, Soul, Blues und Gospel, aber auch mit klassischer Musik auf. Nach dem Umzug der Familie nach Los Angeles (als er elf Jahre alt war) kam er auch mit Rockmusik in Kontakt.
Kravitz selbst bezeichnete The Jackson Five als seine erste Lieblingsband. Später galt seine Vorliebe der Musik von Led Zeppelin, Pink Floyd, Jimi Hendrix, Kiss, Cream und The Who. Er hat auch den Soulsänger Curtis Mayfield und den Musiker Prince als musikalische Vorbilder genannt. Kravitz wirkte auf dem 1995 erschienenen Prince-Album The Gold Experience mit.
In einem Werbespot aus 1971 hatte Kravitz seinen ersten Auftritt als Schauspieler. Kravitz erzählte in einem Fernsehinterview, dass ihn die deutschen Zuschauer schon länger kennen. Er sei der Junge gewesen, der in einem Werbespot der Pepsi-Getränkemarke Florida Boy Orange einen Handwagen durch Orangenplantagen schob.
Während seiner High-School-Zeit begann Kravitz' musikalische Karriere. Unter dem Pseudonym Romeo Blue nahm er die ersten Tapes auf und hatte Anfang der 1980er Jahre seine ersten Auftritte. Mehrere Labels waren aufgrund von Demotapes an Kravitz interessiert, wollten die Musik aber „radiotauglicher“ haben, so dass Kravitz zunächst eine Zusammenarbeit ablehnte. 1989 unterzeichnete er bei Virgin Records seinen ersten Plattenvertrag. Im Herbst 1989 erschien das Debütalbum Let Love Rule, das in Europa wie auch in den USA erste Chartplatzierungen erzielen konnte.
1990 schrieb und produzierte Kravitz zusammen mit Madonna den kontroversen Song Justify My Love. Der Song landete auf Platz 1 der US Billboard Charts. Zur selben Zeit wurde ihm eine Affäre mit Madonna nachgesagt, welche weder bestätigt noch dementiert wurde.
Den endgültigen Durchbruch schaffte Kravitz dann 1991 mit seinem zweiten Album Mama Said. Die Single It Ain't Over 'Til It's Over erreichte Platz 2 der amerikanischen Billboard Hot 100. 1993 folgte das dritte Album Are You Gonna Go My Way, welches die Spitze der britischen Albumcharts eroberte. Der gleichnamige Titelsong hatte auch als Single großen Erfolg. Das Video dazu wurde mit dem MTV Video Music Award ausgezeichnet. 1994 steuerte Kravitz zusammen mit Stevie Wonder, der bei der Aufnahme Mundharmonika spielte, einen Titel zum Kiss-Tributealbum Kiss My Ass bei. Im Juni 1994 kam Lenny Kravitz in New York City bei einem WOMAD-Konzert im Rahmen von Peter Gabriels Secret World Tour mit seiner Gitarre hinzu. Sein 1995 veröffentlichtes Album Circus blieb im Vergleich zu Are You Gonna Go My Way hinter den Erwartungen zurück.

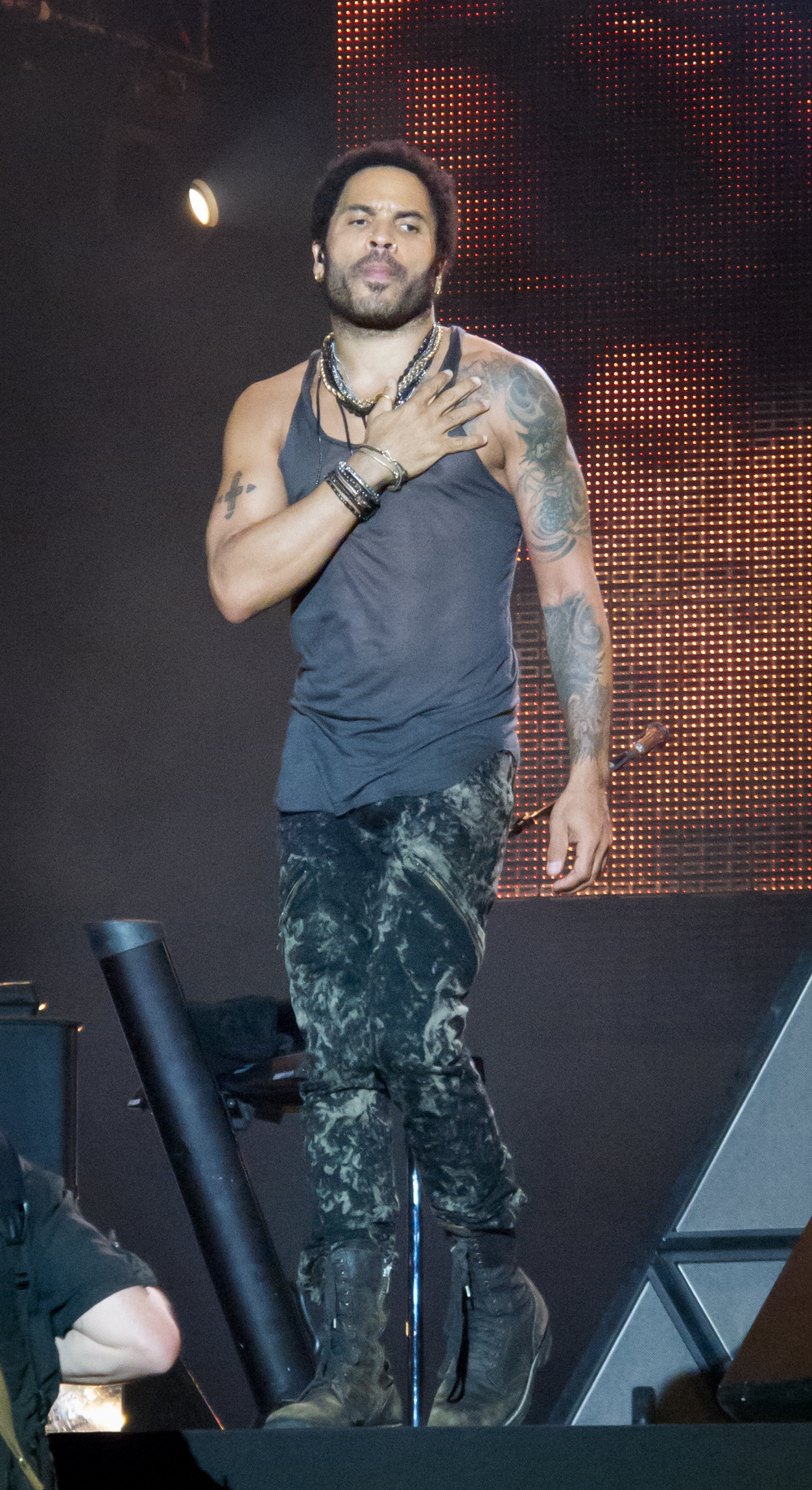
Lenny Kravitz (2012)

Mit seinem fünften Album 5 gelang es Lenny Kravitz aber wieder, an seine alten Erfolge anzuschließen. Die Singleauskopplung Fly Away wurde Nummer 1 in mehreren Ländern. Für dieses Lied bekam Kravitz 1999 auch den ersten von vier aufeinanderfolgenden Grammy Awards in der Kategorie Best Male Rock Performance. Es folgten die Awards für American Woman (2000), Again (2001) und Dig In (2002).
Im Jahr 2000 veröffentlichte Kravitz sein Greatest-Hits-Album, das – wie auch dessen Single Again – wiederum sehr erfolgreich war. 2001 erschien Kravitz nächstes Album namens Lenny, von dem die Singles Dig In, Stillness Of Heart und Believe in Me stammen. Auf demselben Album fand sich außerdem mit dem Song Bank Robber Man ein Stück, in dem Kravitz über sein Erlebnis erzählt, wie er in Miami von der Polizei als mutmaßlicher Bankräuber festgenommen wurde.
Aufgrund des Irakkrieges veröffentlichte er mit dem irakischen Sänger Kazem Al Sahir ein Anti-Kriegs-Lied unter dem Namen We Want Peace mit der Organisation Rock the Vote.
Sein siebtes Studioalbum Baptism, das 2004 erschien, konnte dagegen an die erfolgreichen Vorgänger nicht anknüpfen. Im Februar 2008 wurde das Album It Is Time for a Love Revolution veröffentlicht. Die erste Single, die Ballade I’ll Be Waiting, erreichte in den deutschen Charts Platz 6 und wurde damit seine erfolgreichste Single in Deutschland.

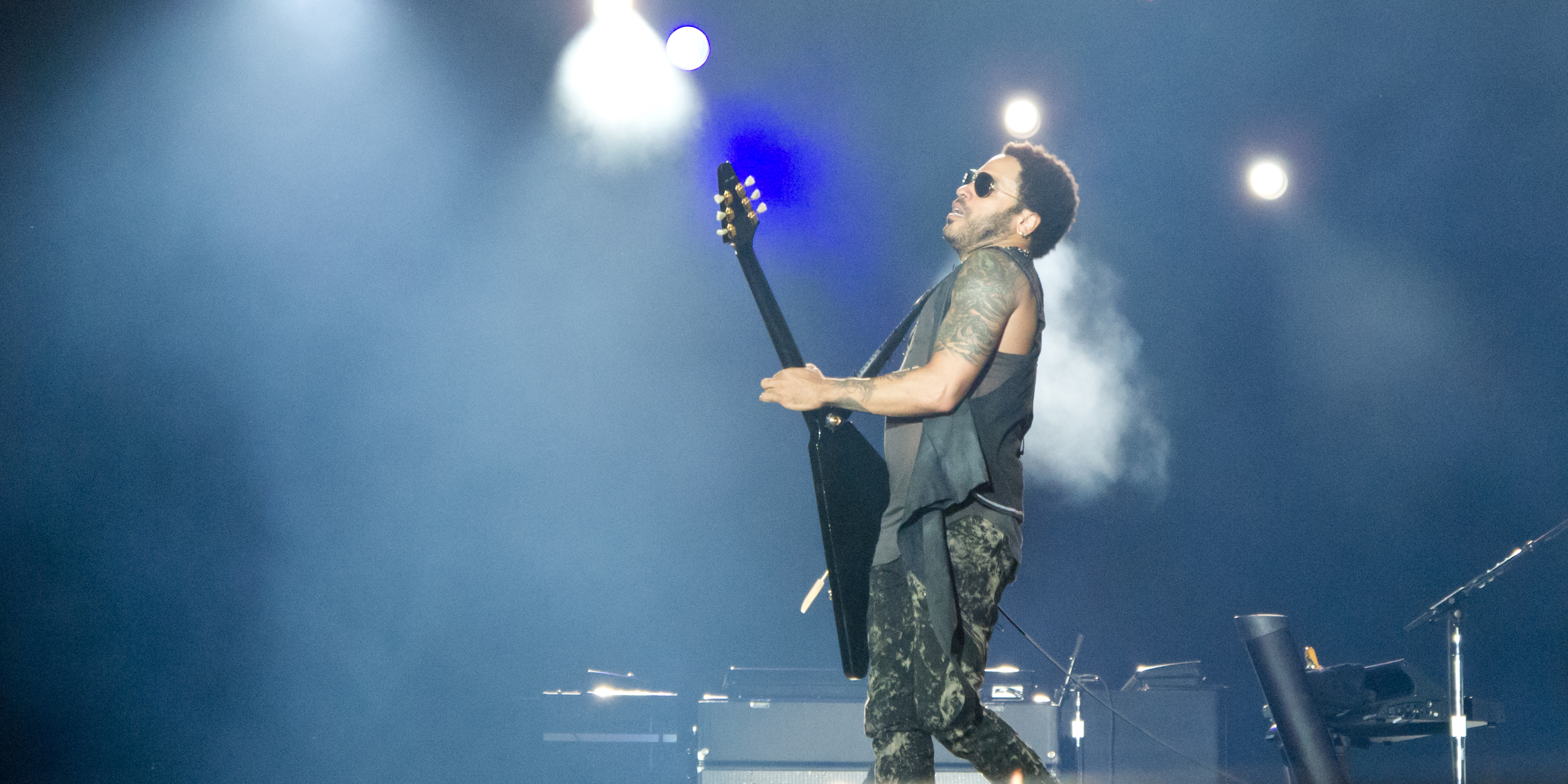
Kravitz 2012 in Madrid

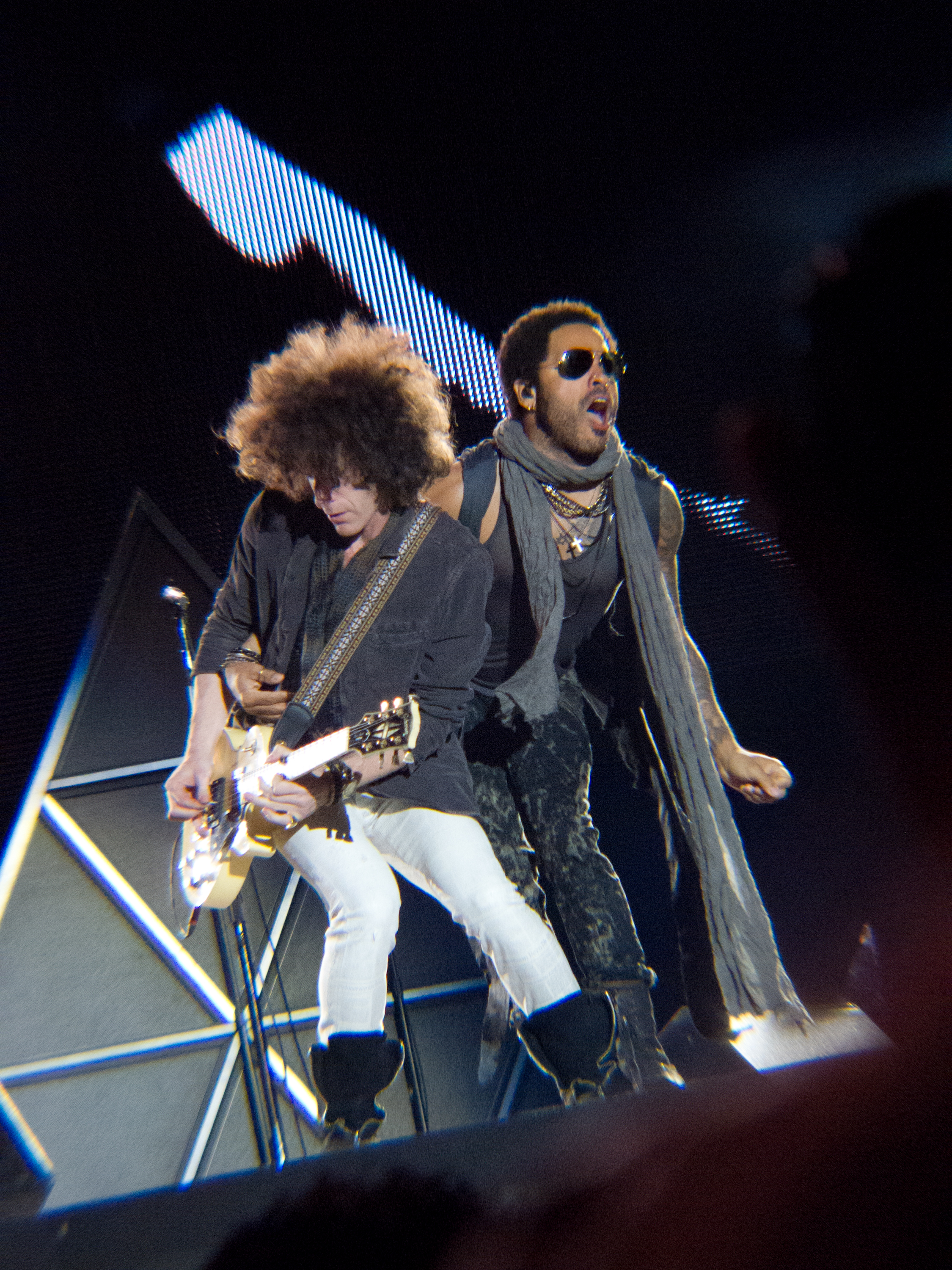
Kravitz und Craig Ross 2012

Lenny Kravitz arbeitete häufig mit anderen Künstlern zusammen. So schrieb und produzierte er 1990 für Madonna den Song Justify My Love. Zudem arbeitete er mit Vanessa Paradis an ihrem Album Vanessa Paradis, das 1992 erschien. Auch Mick Jagger wählte ihn mehrfach als Produzenten seiner Solo-Projekte. Weitere Projekte produzierte Kravitz mit Busta Rhymes, Mary J. Blige, Aerosmith, Chicago, Slash, Jay-Z, Nikka Costa, Pharrell Williams, Al Green und Curtis Mayfield. Im Juli 2008 sang Lenny Kravitz in Wien einige neue Lieder, unter anderem den Wahlkampfsong für Barack Obama, Change, ein.
Im Jahr 2009 gab Kravitz in Lee Daniels’ Filmdrama Precious – Das Leben ist kostbar (Precious: Based on the Novel Push by Sapphire) sein Schauspieldebüt. Er spielte einen Krankenpfleger, der sich mit der Hauptfigur anfreundet und deren Vertrauen gewinnt.
Im Januar 2010 erschien im Internet ein 30 Sekunden langer Ausschnitt des Liedes Another Day, eine Kooperation Kravitz' mit Michael Jackson. Kravitz schrieb die Texte und spielte die Instrumente, außerdem singt er im Refrain mit. Später erschien auch eine über drei Minuten lange Version auf diversen Internetplattformen. Ursprünglich war das Lied für Jacksons Album Invincible geplant. Schließlich wurde es als (I Can't Make It) Another Day auf Jacksons posthumem Album Michael veröffentlicht.
2011 veröffentlichte er auch sein funk-beeinflusstes Album Black and White America. In den im März 2012 und November 2013 in den Kinos angelaufenen Romanverfilmungen Die Tribute von Panem – The Hunger Games und Die Tribute von Panem – Catching Fire ist Kravitz in der Rolle des Stylisten Cinna zu sehen.
Im September 2014 veröffentlichte Kravitz sein zehntes Musikalbum Strut. Am 1. Februar 2015 trat Kravitz gemeinsam mit Katy Perry und Missy Elliott bei der Super-Bowl-XLIX-Halbzeitshow auf. Im Juli 2016 trat er bei vier Konzerten der Not In This Lifetime World Tour von Guns n’ Roses als Vorband auf.
Im Dezember 2017 kündigte Lenny Kravitz die „Raise Vibration Tour“ an, die ihn im Mai und Juni 2018 auch nach Deutschland, in die Schweiz und nach Österreich führte, unter anderem zu den 25. Jazzopen in Stuttgart. Dabei stellte er Titel seines neuen Albums Raise Vibration vor, das am 7. September 2018 erschien.
Im Jahr 2023 war Kravitz im Kinofilm Shotgun Wedding – Ein knallhartes Team zu sehen, in dem er den Ex-Verlobten der Braut spielt. Am 12. Oktober 2023 veröffentlichte er das Musikvideo zur Vorabsingle TK421 vom kommenden Album Blue Electric Light, das im Mai 2024 erschien und dem eine Welttournee in den Jahren 2024 und 2025 folgte.
Im Juni 2024 gestaltete Kravitz eine musikalische Kurz-Show im Londoner Wembley-Stadion vor der Eröffnung des Champions League Finalspiels zwischen Borussia Dortmund und Real Madrid. Damit sollte offensichtlich eine inhaltliche Anleihe wie bei Star-Auftritten beim amerikanischen Super Bowl genommen werden.

## Musikstil
Die Musik von Lenny Kravitz kann grundsätzlich als Rock bezeichnet werden. Allerdings vermischt Kravitz eine Bandbreite verschiedener Stile in seinen Alben. Hierzu zählen Soul, Funk, Hard Rock, Reggae und Rockballaden. Sein Stil wurde vielfach als retro charakterisiert, da er an Musik der 1960er und 1970er Jahre erinnert.
Lenny Kravitz ist Multi-Instrumentalist. Auf seinen Alben singt er oft nicht nur alle Stimmen selbst, sondern spielt auch alle Instrumente selbst ein, dies ist auch im Musikvideo zu seinem Song I’ll Be Waiting, wo er alle Instrumente selbst spielt, zu sehen. In seinen Bands sind aber auch Musiker wie der Saxophonist Karl Denson und die Schlagzeugerin Cindy Blackman tätig. Um den Retro-Stil zu bekräftigen, benutzte Kravitz, besonders in den früheren Veröffentlichungen, analoge Aufnahmetechnik.

## Diskografie
Studioalben

| Jahr | Titel Musiklabel                                          | Höchstplatzierung, Gesamtwochen, AuszeichnungChartplatzierungen (Jahr, Titel, Musiklabel, Platzierungen, Wochen, Auszeichnungen, Anmerkungen) | Höchstplatzierung, Gesamtwochen, AuszeichnungChartplatzierungen (Jahr, Titel, Musiklabel, Platzierungen, Wochen, Auszeichnungen, Anmerkungen) | Höchstplatzierung, Gesamtwochen, AuszeichnungChartplatzierungen (Jahr, Titel, Musiklabel, Platzierungen, Wochen, Auszeichnungen, Anmerkungen) | Höchstplatzierung, Gesamtwochen, AuszeichnungChartplatzierungen (Jahr, Titel, Musiklabel, Platzierungen, Wochen, Auszeichnungen, Anmerkungen) | Höchstplatzierung, Gesamtwochen, AuszeichnungChartplatzierungen (Jahr, Titel, Musiklabel, Platzierungen, Wochen, Auszeichnungen, Anmerkungen) | Anmerkungen                                                    |
| Jahr | Titel Musiklabel                                          | DE | AT | CH | UK | US | Anmerkungen                                                    |
| ---- | --------------------------------------------------------- | --- | --- | --- | --- | --- | -------------------------------------------------------------- |
| 1989 | Let Love Rule Virgin Records                              | — | — | CH12 Gold · (16 Wo.)CH | UK56 Gold · (4 Wo.)UK | US61 Gold · (28 Wo.)US | Erstveröffentlichung: 19. September 1989 Verkäufe: + 875.000   |
| 1991 | Mama Said Virgin Records                                  | DE20 Gold · (29 Wo.)DE | AT12 Gold · (22 Wo.)AT | CH5 Gold · (26 Wo.)CH | UK8 Platin · (28 Wo.)UK | US39 Platin · (40 Wo.)US | Erstveröffentlichung: 2. April 1991 Verkäufe: + 2.180.000      |
| 1993 | Are You Gonna Go My Way Virgin Records                    | DE7 Gold · (24 Wo.)DE | AT3 (24 Wo.)AT | CH1 Platin · (29 Wo.)CH | UK1 Platin · (50 Wo.)UK | US12 ×2Doppelplatin · (60 Wo.)US | Erstveröffentlichung: 9. März 1993 Verkäufe: + 3.625.000       |
| 1995 | Circus Virgin Records                                     | DE8 (11 Wo.)DE | AT3 (16 Wo.)AT | CH1 Gold · (12 Wo.)CH | UK5 Gold · (5 Wo.)UK | US10 Gold · (16 Wo.)US | Erstveröffentlichung: 12. September 1995 Verkäufe: + 1.062.500 |
| 1998 | 5 Virgin Records                                          | DE6 Gold · (67 Wo.)DE | AT1 Gold · (48 Wo.)AT | CH3 Platin · (66 Wo.)CH | UK18 Gold · (19 Wo.)UK | US28 ×2Doppelplatin · (110 Wo.)US | Erstveröffentlichung: 11. Mai 1998 Verkäufe: + 4.420.000       |
| 2001 | Lenny Virgin Records                                      | DE5 Platin · (55 Wo.)DE | AT1 Gold · (48 Wo.)AT | CH3 Platin · (53 Wo.)CH | UK55 (2 Wo.)UK | US12 Platin · (17 Wo.)US | Erstveröffentlichung: 29. Oktober 2001 Verkäufe: + 2.200.000   |
| 2004 | Baptism Virgin Records                                    | DE2 Gold · (15 Wo.)DE | AT4 Platin · (19 Wo.)AT | CH3 Gold · (20 Wo.)CH | UK74 (1 Wo.)UK | US14 Gold · (33 Wo.)US | Erstveröffentlichung: 18. Mai 2004 Verkäufe: + 780.000         |
| 2008 | It Is Time for a Love Revolution Virgin Records           | DE3 Gold · (21 Wo.)DE | AT2 Gold · (22 Wo.)AT | CH1 Gold · (34 Wo.)CH | UK42 (2 Wo.)UK | US4 (9 Wo.)US | Erstveröffentlichung: 5. Februar 2008 Verkäufe: + 360.000      |
| 2011 | Black and White America Roadrunner Records                | DE1 (14 Wo.)DE | AT2 (8 Wo.)AT | CH1 Gold · (21 Wo.)CH | UK75 (1 Wo.)UK | US18 (3 Wo.)US | Erstveröffentlichung: 30. August 2011 Verkäufe: + 95.000       |
| 2014 | Strut Roxie Records / Kobalt Music Group                  | DE2 (13 Wo.)DE | AT3 (14 Wo.)AT | CH2 (19 Wo.)CH | UK21 (3 Wo.)UK | US19 (4 Wo.)US | Erstveröffentlichung: 19. September 2014                       |
| 2018 | Raise Vibration Roxie Records / BMG Rights Management     | DE3 (8 Wo.)DE | AT4 (7 Wo.)AT | CH3 (13 Wo.)CH | UK19 (1 Wo.)UK | US43 (1 Wo.)US | Erstveröffentlichung: 7. September 2018                        |
| 2024 | Blue Electric Light Roxie Records / BMG Rights Management | DE5 (3 Wo.)DE | AT4 (4 Wo.)AT | CH2 (9 Wo.)CH | UK73 (1 Wo.)UK | — | Erstveröffentlichung: 24. Mai 2024                             |

## Filmografie
- 2001: Zoolander
- 2007: Schmetterling und Taucherglocke (Le scaphandre et le papillon)
- 2009: La Traversée du Désir
- 2009: Precious – Das Leben ist kostbar (Precious: Based on the Novel „Push“ by Sapphire)
- 2012: Die Tribute von Panem – The Hunger Games (The Hunger Games)
- 2013: Der Butler (The Butler)
- 2013: Die Tribute von Panem – Catching Fire (The Hunger Games: Catching Fire)
- 2016–2019: Star, 2 Episoden als Roland Crane
- 2022: Shotgun Wedding – Ein knallhartes Team (Shotgun Wedding)
- 2025: Alfred Morettis Opus (Opus), als Cameo

## Auszeichnungen
In seiner Karriere konnte Kravitz eine Reihe von Auszeichnungen entgegennehmen. Die renommiertesten waren:
- 1993: MTV Video Music Awards: Best Male Video für Are You Gonna Go My Way
- 1994: BRIT Awards: Internationale Male Artist
- 1998, 1999, 2000, 2001: Grammy: Best Male Rock Performance
- 2024: Am 12. März erhielt Kravitz den 2774. Stern auf dem Hollywood Walk of Fame, zu dessen Enthüllung Zoë Kravitz und Denzel Washington jeweils eine Laudatio hielten.[24] Lenny Kravitz gewann bei den diesjährigen MTV VMAs in New York den Preis für das beste Rockvideo für "Human".